# Hafnium
Hafnium (opkaldt efter Hafnia; det latinske navn for København) er det 72. grundstof i det periodiske system, og har det kemiske symbol Hf. Under normale tryk- og temperaturforhold optræder dette overgangsmetal som et mørkt, stålgråt og skinnende metal.

## Egenskaber
Hafnium er temmelig korrosionsbestandigt, og ligner i kemisk hendseende zirconium ganske meget, mens disse to stoffers fysiske egenskaber er vidt forskellige; eksempelvis har hafnium næsten dobbelt så stor massefylde som zirconium. Og med hensyn til evnen til at indfange neutroner, er omkring 600 gange bedre til dette end zirconium.
Hafnium er modstandsdygtigt overfor selv koncentrerede baser, men reagerer ved stuetemperatur med halogener under dannelse af forbindelser med fire halogen-atomer for hvert hafniumatom. Ved højere temperaturer reagerer hafnium desuden med ilt, kvælstof, kulstof, bor og silicium. Findelt hafnium-metalpulver kan selvantænde spontant; noget der bør træffes foranstaltninger imod hvis man vil bearbejde metallet.
Rent metallisk hafnium er ikke i sig selv giftigt, men da man ikke ved meget om giftigheden af forskellige hafnium-forbindelser, og i og med at metalioner kan være særdeles giftige, bør man "gå ud fra" at disse forbindelser er giftige.
Den nukleare isomer 178m2Hf besidder en forbavsende høj excitationsenergi for en isomer med relativ lang halveringstid, og det har ført til spekulationer om at udnytte denne energi; 1,33 gigajoule, svarende til sprængkraften af 317 kg TNT, per gram af denne isomer.
Hafnium har i sig selv et højt smeltepunkt; 2233 °C, men i forbindelse med kulstof danner det hafniumkarbid, hvis smeltepunkt, mere end 3890 °C, er det højeste blandt samtlige kemiske forbindelser af to grundstoffer. Blandt metalnitrider indtager hafniumnitrid rekorden for højeste smeltepunkt, med 3310 °C. Dette har ført til overvejelser om at bruge hafnium eller dets karbid som særlig varmebestandige byggematerialer.

## Tekniske anvendelser
Hafniums gode egenskaber med henblik på at "indfange" neutroner udnyttes på linje med stoffer som cadmium og bor i de kontrolstænger der bruges til at regulere "ydelsen" af kernekraftværkers reaktorer. Også her synes zirconium at være hafniums "modsætning"; idet dette stof udmærker sig ved lade neutroner passere uhindret; af den grund udnyttes zirconium som "indkapsling" af de brændselsstave der bruges i selv samme reaktorer.
Det betyder at en næsten perfekt adskillelse af disse to stoffer er nødvendig for at kunne bruge dem i kernekraftværker – uheldigvis findes de to stoffer oftest sammen i naturen, og på grund af de meget ens kemiske egenskaber, er de svære at skille fra hinanden.
Der ud over bruges hafnium til en række specialiserede formål: I glødelamper og andre kunstige lyskilder bruges hafnium til at "binde" ilt og kvælstof der måtte trænge ind gennem utætheder i lampen. Hafnium indgår desuden i en række legeringer sammen med bl.a. jern, titan, niobium og tantal, og i elektroder til plasmaskæring på grund af hafnums evne til at afgive elektroner til den omgivende luft.
Særlige hafnium-forbindelser med meget høj permittivitet benyttes som elektrisk isolator i nyere integrerede kredsløb fra Intel, IBM m.fl.
DARPA har undersøgt mulighederne for at udnytte føromtalte hafnium-isomer 178m2Hf, dels i ekstremt kompakte bomber med stor sprængkraft, eller som tilsvarende kompakt energikilde, som kunne holde f.eks. ubemandede fly på vingerne i ugevis.

## Forekomst og udvinding
Hafnium udgør blot 5,8 gram af hvert ton af Jordens skorpe: Det findes aldrig som frit metal, men sammen med zirconium kemisk bundet i mineraler som alvit ((Hf, Th, Zr)SiO4 H2O), thortveitit og zircon (ZrSiO4). Disse mineraler indeholder oftest mellem 1 og 5 procent hafnium, og findes hovedsagelig i Brasilien, Malawi og det vestlige Australien.
Det at hafnium og zirconium udvindes af de samme mineraler, og er så kemisk ens, gør dem temmelig vanskelige at skille helt ad. Opgaven løses ved at reducere hafnium-IV-klorid med enten magnesium eller natrium i den såkaldte Kroll-proces. Omkring halvdelen af verdensproduktionen af hafnium kommer som et biprodukt fra raffineringen af zirconium.

## Historie
Dmitrij Mendelejevs periodiske system fra 1869 havde en "tom plads" neden under titan og zirconium; en plads han dog selv i 1871 tildelte lanthan. Henry Moseley opdagede i 1912 en empirisk formel for røntgendiffraktion for forskellige grundstoffer, kaldet Moseleys lov, og her ud fra kunne han i 1914 påvise, at der måtte være endnu et grundstof mellem lutetium og tantal – Mendelejevs placering af lanthan måtte altså være forkert.
Niels Bohr kunne i 1922 påvise ud fra sin atommodel, at rækken af lanthanider nødvendigvis måtte ende med lutetium – grundstoffet med atomnummer 72 kunne altså ikke være "endnu en lanthanide"; det måtte derfor høre hjemme blandt overgangsmetallerne, på pladsen lige under zirconium, og dermed have kemiske egenskaber ikke ulig zirconium og de øvrige grundstoffer i denne gruppe.
Det "rigtige" stof til plads nr. 72 blev først fundet i 1923, af Dirk Coster og Georg von Hevesy, som arbejdede på det, der nu er Niels Bohr Instituttet i København. Ved hjælp af røntgenspektrografi påviste de det nye stof i zircon-mineralprøver fra Norge.

## Isotoper af hafnium
Naturligt forekommende hafnium består af fem stabile isotoper; 180Hf, 178Hf, 177Hf, 179Hf og 176Hf – dertil kommer en sjette, radioaktiv 174Hf, som dog har en ekstremt lang halveringstid; 2·1015 år. Dertil kendes 30 radioaktive isotoper, hvoraf 172Hf er den mest "langlivede" med en halveringstid på 8,9 millioner år. Alle andre hafniumisotoper har halveringstider under to år, og flertallet af halveringstiderne måles i sekunder eller mindre.